# Родріго Бентанкур
Родрі́го Бентанку́р Колман (ісп. Rodrigo Bentancur Colmán, нар. 25 червня 1997, Нуева-Ельвесія) — уругвайський футболіст, півзахисник клубу «Тоттенгем Готспур» та національної збірної Уругваю.

## Клубна кар'єра
Народився 25 червня 1997 року в місті Нуева-Ельвесія. Вихованець юнацьких команд футбольних клубів «Пеньяроль» та «Бока Хуніорс». 20 січня 2015 року Родріго дебютував за основну команду «Боки», в товариському матчі проти «Велес Сарсфілда» (3:1), вийшовши на заміну на 69-й хвилині зустрічі. Також Бентанкур зіграв п'ять хвилин у матчі проти «Рівер Плейт» у Мар-дель-Платі (у рамках Літнього турніру), в якому «Бока» виграла 1:0.
9 квітня 2015 року офіційно дебютував в головній команді «Боки Хуніорс» проти «Монтевідео Вондерерз» у Кубку Лібертадорес, замінивши співвітчизника Ніколаса Лодейро. Дебютував у Прімері Аргентини 12 квітня того ж року в грі проти «Нуева Чикаго». Гра завершилася внічию з рахунком 0:0. У Кубку Аргентини Бентанкур вперше зіграв у матчі проти «Уракан Лас-Ерас». Загалом став з командою дворазовим чемпіоном Аргентини та один раз виграв національний Кубок.
21 квітня 2017 року підписав контракт з італійським «Ювентусом» терміном до 30 червня 2022 року. У першому ж сезоні виграв з командою «золотий дубль». Станом на 28 квітня 2018 року відіграв за «стару сеньйору» 19 матчів в національному чемпіонаті.

## Виступи за збірні
2017 року залучався до складу молодіжної збірної Уругваю, з якою став переможцем молодіжного чемпіонату Південної Америки та півфіналістом молодіжного чемпіонату світу. Всього на молодіжному рівні зіграв у 14 офіційних матчах, забив 1 гол.
5 жовтня 2017 року дебютував в офіційних іграх у складі національної збірної Уругваю в матчі відбору на чемпіонат світу. У травні 2018 року був включений у розширений список з 26 гравців для участі у чемпіонаті світу 2018 року в Росії.
| Дата       | Місто          | Господарі | Результат | Гості   | Турнір            | Голи | Примітки |
| ---------- | -------------- | --------- | --------- | ------- | ----------------- | ---- | -------- |
| 5-10-2017  | Сан-Кристобаль | Венесуела | 0 – 0     | Уругвай | Відбір до ЧС 2018 | -    | 65'      |
| 10-10-2017 | Монтевідео     | Уругвай   | 4 – 2     | Болівія | Відбір до ЧС 2018 | -    |          |
| 10-11-2017 | Варшава        | Польща    | 0 – 0     | Уругвай | товариський матч  | -    |          |
| 14-11-2017 | Відень         | Австрія   | 2 – 1     | Уругвай | товариський матч  | -    |          |
| 23-3-2018  | Наньнін        | Уругвай   | 2 – 0     | Чехія   | товариський матч  | -    | 82'      |
| 26-3-2018  | Наньнін        | Уельс     | 0 – 1     | Уругвай | товариський матч  | -    | 78'      |
| Усього     |                | Матчів    | 6         |         | Голів             | 0    |          |

## Титули і досягнення
Клубні
- Чемпіон Аргентини (2):

«Бока Хуніорс»: 2015, 2016-17
- Володар Кубка Аргентини (1):

«Бока Хуніорс»: 2014-15
- Володар Кубка Італії (2):

«Ювентус»: 2017-18, 2020-21
- Чемпіон Італії (3):

«Ювентус»: 2017-18, 2018-19, 2019-20
- Володар Суперкубка Італії (2):

«Ювентус»: 2018, 2020
- Переможець Ліги Європи УЄФА (1):

«Тоттенгем Готспур»: 2024-25
Молодіжна збірна Уругваю
- Чемпіон Південної Америки (U-20): 2017

Збірна Уругваю
- Бронзовий призер Кубка Америки: 2024[5]